# Schulen
Schulen est une section et un village de la ville belge de Herck-la-Ville situés en Région flamande dans la province de Limbourg. C'était une commune à part entière avant la fusion des communes de 1971.
Schulen dispose d’une gare ferroviaire.

## Évolution démographique
- Sources: INS, www.limburg.be et Ville de Herck-la-Ville